# Henri Rolland
Henri Edouard Hippolyte Rolland (Hensies, 5 januari 1871 - Bergen, 8 december 1926) was een Belgisch senator.

## Levensloop
Rolland promoveerde tot doctor in de rechten.
Hij werd gemeenteraadslid en schepen in Bergen.
In 1912 werd hij socialistisch provinciaal senator voor de provincie Henegouwen en oefende dit mandaat tot hij in 1919 ontslag nam.